# شوشون
شوشون (به ترکی آذربایجانی: Şüşün) یک منطقهٔ مسکونی در جمهوری آذربایجان است که در شهرستان کردامیر واقع شده‌است.